# セルゲイ・パルシヴリュク
セルゲイ・ヴィクトロヴィチ・パルシヴリュク（ロシア語: Сергей Викторович Паршивлюк, ラテン文字転写: Sergei Viktorovich Parshivlyuk, 1989年3月18日 - ）は、ロシアの元サッカー選手。現役時代のポジションはDF。

## 経歴
FCスパルタク・モスクワのユース出身。右サイドを主戦場として、サイドアタッカー、サイドバックなどをこなす。ユース時代はFWとしてプレーしていた。2007年にトップチームに昇格し、ポジションを確保。
2016年8月31日、FCアンジ・マハチカラに移籍した。
2017年6月9日、FCロストフに移籍した。
2019年6月24日、FCディナモ・モスクワに移籍した。
2024年6月、現役引退を表明した。